# Улитауський район
Улита́уський район (каз. Ұлытау ауданы, рос. Улытауский район) — адміністративна одиниця у складі Улитауської області Казахстану. Адміністративний центр — село Улитау.

## Історія
Утворений 28 червня 1927 року як Карсакпайський район.
29 липня 1936 року район зі складу Південноказахстанської області переданий до складу Карагандинської області.
З травня 1940 року перейменовано в Джезказганський. В період з січня 1963 по березень 1972 років був ліквідований. 1974 року отримав сучасну назву.

## Населення
Населення — 11417 осіб (2021; 14240 у 2009, 20430 у 1999, 31156 у 1989).

## Склад
До складу району входять 13 сільських округів та 3 селищні адміністрації:
| Поселення                               | Площа, км² | Населення, осіб (1989) | Населення, осіб (1999) | Населення, осіб (2009) | Населення, осіб (2021) | Центр     | Населені пункти |
| --------------------------------------- | ---------- | ---------------------- | ---------------------- | ---------------------- | ---------------------- | --------- | --------------- |
| Актаська селищна адміністрація          | -          | 994                    | 343                    | 333                    | 259                    | Актас     | 2               |
| Жездинська селищна адміністрація        | -          | 8194                   | 4729                   | 2645                   | 2133                   | Жезди     | 2               |
| Карсакпайська селищна адміністрація     | -          | 3965                   | 2402                   | 1668                   | 1159                   | Карсакпай | 1               |
| Алгабаський сільський округ             | -          | 1113                   | 778                    | 565                    | 400                    | Бетбулак  | 1               |
| Амангельдинський сільський округ        | -          | 1504                   | 840                    | 588                    | 376                    | Сарлик    | 2               |
| Борсенгірський сільський округ          | -          | 1180                   | 746                    | 648                    | 493                    | Борсенгір | 1               |
| Єгіндинський сільський округ            | -          | 666                    | 627                    | 309                    | 271                    | Єгінді    | 1               |
| Жангільдинський сільський округ         | -          | 1517                   | 953                    | 700                    | 515                    | Байконур  | 3               |
| імені Мукана Іманжанова сільський округ | -          | 302                    | 327                    | 233                    | 98                     | Айиртау   | 3               |
| Каракенгірський сільський округ         | -          | 1783                   | 1325                   | 962                    | 564                    | Бозтумсик | 1               |
| Коргасинський сільський округ           | -          | 1095                   | 795                    | 538                    | 413                    | Коргасин  | 2               |
| Коскольський сільський округ            | -          | 1526                   | 845                    | 609                    | 572                    | Косколь   | 3               |
| Мийбулацький сільський округ            | -          | 1326                   | 972                    | 903                    | 525                    | Мийбулак  | 2               |
| Сарисуський сільський округ             | -          | 1995                   | 1371                   | 1099                   | 881                    | Жиланди   | 2               |
| Терсакканський сільський округ          | -          | 711                    | 742                    | 385                    | 325                    | Терсаккан | 2               |
| Улитауський сільський округ             | -          | 3285                   | 2605                   | 2055                   | 2433                   | Улитау    | 1               |

## Найбільші населені пункти
| № | Населений пункт | Населення, осіб (1989) | Населення, осіб (1999) | Населення, осіб (2009) | Населення, осіб (2021) |
| - | --------------- | ---------------------- | ---------------------- | ---------------------- | ---------------------- |
| 1 | Улитау          | 3285                   | 2605                   | 2055                   | 2433                   |
| 2 | Жезди           | 8067                   | 4680                   | 2624                   | 2114                   |
| 3 | Карсакпай       | 3279                   | 2343                   | 1668                   | 1159                   |